# Gottlieb Berger
Gottlieb Berger (* 29. Dezember 1826 in Walkringen; † 3. Juli 1903 in Langnau, heimatberechtigt in Langnau) war ein Schweizer Unternehmer und Politiker (Radikale Partei).

## Leben
Gottlieb Berger kam am 29. Dezember 1826 in Walkringen als Sohn des Krämers, Bäckers und Kleinlandwirts Johannes Berger und der Elisabeth geborene Iseli zur Welt. Nach Absolvierung einer Bäckerlehre im elterlichen Betrieb besuchte Berger das Lehrerseminar in Münchenbuchsee, wo er 1848 das Lehrerpatent erhielt. Anschliessend war Berger als Lehrer in Langnau beschäftigt, ehe er von 1852 bis 1856 ein Rechtsstudium an der Universität Bern belegte. Dort war Gottlieb Berger Mitglied der Helvetia.
Nach dem Erwerb des Fürsprecherpatents leitete er sein eigenes Advokatur- und Betreibungsbüro in Langnau. Daneben war Berger als langjähriger Redakteur, später auch als Besitzer des Emmentaler Blattes tätig. Zudem kam Berger durch Heirat in den Besitz grösserer Ländereien im Kanton Freiburg und konnte damit die Grundlage für seine umfangreiche unternehmerische Tätigkeit, so der Gründung von Torf-, Tonwaren- und Milchverarbeitungsfabriken, schaffen.
Er war verheiratet mit Louise Christine, der Tochter des Ludwig Delley. Gottlieb Berger starb am 3. Juli 1903 im Alter von 76 Jahren in Langnau.

## Politische Laufbahn
Der Führer der Emmentaler Radikalen amtierte von 1872 bis 1876 als Gerichtspräsident in Langnau. In den Jahren 1882 bis 1891 war er als Staatsschreiber tätig. Dazu gehörte Berger von 1866 bis 1872, von 1877 bis 1882 sowie von 1891 bis 1903 dem Berner Grossen Rat an. Zusätzlich war er von 1883 bis 1885 im Verfassungsrat vertreten. Nach den Parlamentswahlen 1881 nahm Berger für die Radikal-demokratische Fraktion bis 1902 Einsitz in den Nationalrat.
Sein Interesse galt hauptsächlich sozialen, zoll- und verkehrspolitischen Fragen, unter anderem der Armutsbekämpfung im Emmental und der Schaffung eines zentraleuropäischen Zollvereins.